# Salamandra gegant de la Xina
La salamandra gegant de la Xina (Andrias davidianus), 大鯢 o 娃娃鱼 (xinès), és un amfibi de l'ordre dels urodels. Actualment és l'amfibi més gros del món.

## Distribució i hàbitat
Aquesta espècie és endèmica dels rierols d'aigua clara del curs alt de les zones boscoses i muntanyenques de l'est de la Xina. Actualment es troba també a basses i estanys a causa de la introducció artificial. Prefereix els fons rocallosos, amb còdols grossos, on li agrada amagar-se.
La salamandra gegant de la Xina és un animal mencionat a la literatura xinesa, al Cihai 辭海 / 辞海 (xinès), "Mar de les paraules". Tot i que es troba oficialment sota protecció oficial del govern de la Xina, aquesta salamandra gegant és una espècie severament amenaçada en el seu hàbitat natural a causa de la pèrdua i destrucció d'hàbitat i també a causa de la sobreexplotació. Es pesca sovint perquè es considera un àpat molt delicat a la cuina de la Xina i perquè es fa servir en la medicina tradicional xinesa.

## Descripció i costums
És un animal gros i aplanat, que pot arribar als 180 cm de llargada i els 60 kg de pes, tot i que ara pocs individus arriben a superar els 120 cm. Té un cap gros, amb forma de pala. Els ulls són petits i la pell arrugada, formant ondulacions als flancs de l'animal. La cua és aplanada lateralment. El seu cos és marró amb taques fosques, camuflant la salamandra gegant perfectament al seu entorn natural. El ventre té una coloració grisenca.
És un animal plenament aquàtic, tot i que té cames. Viu al fons de l'aigua reposant amb el ventre sobre les pedres i no puja gaire a la superfície. És un animal nocturn i lent, de moviments ponderats. Normalment levita damunt del fons, ajudant-se amb les cames per caminar i estabilitzar-se. En cas d'emergéncia pot nedar prou eixeridament amb moviments poderosos de la cua per distàncies curtes fins que ha trobat refugi o jutja que ha passat el perill. Menja preferentment peixos, cucs, granotes i crancs de riu.
La femella pon uns 500 ous que són vigilats pel mascle. Les larves eixen passats uns dos mesos i fan 3 cm de llargada al moment de l'eclosió. Duen brànquies externes i s'alimenten preferentment de petits invertebrats.
La salamandra gegant de la Xina suporta bé la captivitat, vivint fins a uns 60 anys en condicions favorables, però és pròpia d'aigües fredes i no pot tolerar temperatures altes.
A Dahugou, Mongòlia Interior, s'han trobat fòssils vells de 165 millions d'anys dels avantpassats d'aquesta espècie.